# Храм Всех Святых (Калгари)
Храм Всех Святых (Всехсвятский храм) — храм Русской православной церкви заграницей (РПЦЗ) в канадском городе Калгари провинции Альберта, основанный в 1930 году.

## История
Приход Всех Святых основал в 1930 году и стал его первым настоятелем священник Михаил (Данильчук). 12 октября 1930 года в приходе впервые было совершено таинство крещения — к этому времени руководство приходом перешло к иерею Теологу (Безкоровайному).
Первоначально богослужения совершались в протестантской церкви. Строительство собственного деревянного храма для прихода в 1932 году начал епископ Монреальский Иоасаф (Скородумов), прибывший в Канаду из Югославии и перенесший резиденцию в Калгари. Освящение храма состоялось в 1934 году, 21 октября.
После Второй Мировой войны храм был расширен, при нём была выстроена колокольня. Дальнейший рост количества прихожан в 1950-е годы потребовал строительства нового здания: в праздник Покрова 1961 года его заложил епископ Эдмонтонский Савва (Сарачевич), а 10 (23 по новому стилю) декабря 1962 года состоялось малое освящение нового здания.

## Современное состояние
В мае 1996 года при храме была основана русская школа. 6 декабря 2012 года под омофором прихода была основана казачья станица. С 2013 года работает также братство святого Иоанна Шанхайского и Сан-Францисского.
В 2012 году а храме пребывала в храме пребывала Гавайская мироточивая Иверская икона Божией Матери.
Богослужения в храме ведутся на церковно-славянском и английском языках, в настоящее время их осуществляют три клирика.

## Настоятели[1][2]
- священник Михаил Данильчук (1930)
- священник Теолог Безкоровайный (1930—1953)
- архимандрит Агей (Мазуро-Шимко) (1953—1954)
- игумен Серафим (Попов) (1954—1956)
- протоирей Василий Ольшанский (1957—1980)
- протоиерей Борис Шварцкопф (1980—1984)
- протоиерей Георгий Примак (1985—2011)
- протоиерей Петр Шашков (2011—2017)
- священник Дмитрий Григорьев (с 2017 по настоящее время)
- иеромонах Николай (Перекрестов) (настоящее время)
- диакон Георгий Миску (настоящее время)